# Le Thoronet
Le Thoronet is een gemeente in het Franse departement Var (regio Provence-Alpes-Côte d'Azur) en telt 1952 inwoners (2005). De plaats maakt deel uit van het arrondissement Draguignan.

## Geografie
De oppervlakte van Le Thoronet bedraagt 37,5 km², de bevolkingsdichtheid is 52,1 inwoners per km².
Le Thoronet is gelegen in het achterland van de Côte d'Azur en ligt 10 km ten noorden van de afslag 'le Luc' op de A8. De omgeving is zeer bosrijk en de rivier de Argens loopt vlak langs het dorp.
De onderstaande kaart toont de ligging van Le Thoronet met de belangrijkste infrastructuur en aangrenzende gemeenten.

## Demografie
Onderstaande figuur toont het verloop van het inwonertal (bron: INSEE-tellingen).

## Bezienswaardigheden
Het dorpje Le Thoronet is vooral bekend van de abdij van Le Thoronet, een middeleeuwse cisterciënzerabdij uit de 12e eeuw.